# Gianni Comini
Gianni Comini (Roncoferraro, 14 gennaio 1944) è un dirigente sportivo, allenatore di calcio ed ex calciatore italiano, di ruolo ala destra.

## Carriera

### Giocatore
Cresciuto nel settore giovanile del Governolo, nel 1961 venne acquistato dal Mantova, dove debuttò nella prima squadra in serie A, allenata da Edmondo Fabbri e successivamente Nàndor Hidegkuti, disputando fra coppa e campionato 12 gare.
Nel 1963 il Mantova lo diede in prestito alla Cremonese. Nel 1964, ritornato alla società madre, venne ceduto al Prato, dove ricevette anche la convocazione nella nazionale Under-21.
Nel 1965 passò all'Entella, dove rimase per due stagioni. Nel 1967 avvenne il trasferimento al Como con cui conquistò la promozione in Serie B, facendo poi il suo esordio nel campionato cadetto.
Passato all'Atalanta nel 1969, Comini vi rimase una sola stagione, venendo raramente schierato come titolare a causa di un infortunio. Nel 1970 giocò nella Reggina. Poi passò al Brindisi, per tornare alla Reggina l'anno successivo.
Passò poi allo Spezia in Serie C, all'Entella Chiavari in Serie D e all'Imperia, sempre in Serie D. Qui si infortunò gravemente durante una partita contro il Milan e concluse la sua carriera da calciatore con la casacca del Sestri Levante, disputandovi due stagioni.

### Allenatore e dirigente
Come allenatore Comini cominciò la sua carriera proprio nel Sestri Levante, per poi passare alla guida della Primavera della Sanremese e divenire mister in seconda della compagine biancoazzurra in Serie C1.Allenò per un breve periodo (fino a fine campionato) il Vado. Poi per due stagioni fu direttore sportivo della Sanremese e dell'Entella Bacezza in Serie C2 ai tempi di Gian Piero Ventura e Bruno Baveni. Nel 1998 come allenatore, in sostituzione di Adelio Colombo, tentò di salvare i biancocelesti dalla retrocessione in Eccellenza ma non ci riuscì e lasciò il posto proprio a Bruno Baveni.
Per 20 anni è stato il Responsabile del Settore Giovanile dell'Entella prima di diventarne Responsabile della Scuola Calcio nella gestione Gozzi ed era anche allenatore dei Pulcini biancocelesti insieme a Vito Frugone. Dal 2020 è vice presidente dell'ACD Entella Academy.

## Palmarès

### Giocatore

#### Competizioni nazionali
- Serie C: 2

Como: 1967-1968
Brindisi: 1971-1972